# Codi ATC D09
El  codi ATC D09, descrit com Apòsits amb medicaments, és una subgrup terapèutic de l'Anatomical, Therapeutic, Chemical Classification System (ATC). La classificació ATC és un sistema de codis alfanumèric desenvolupat per l'Organització Mundial de la Salut (OMS) per als fàrmacs i altres productes sanitaris. El subgrup D09 és part del grup anatòmic D Medicaments dermatològics.

Els codis per a ús veterinari (codis ATCvet) poden han estat creats afegint la lletra Q davant dels codis ATC humans: QD09... 
Les adaptacions estatals de la classificació ATC poden incloure codis addicionals no presents en aquesta llista, que segueix la versió de l'OMS.

## D09A Apòsits amb medicaments
- D09AA Apòsits amb pomada amb antiinfecciosos
  - D09AA01 Framicetina
  - D09AA02 Àcid fusídic
  - D09AA03 Nitrofural
  - D09AA04 Nitrat de fenilmercuri
  - D09AA05 Benzododecini
- D09AB Embenats amb zinc
- D09AX Apòsits amb parafina tova